# .md
.md este un domeniu de internet de nivel superior, pentru Republica Moldova (ccTLD), introdus la 24 martie 1994.
Prețul înregistrării domeniului este de 450 lei.
În 2025, numărul domeniilor înregistrate în cadrul TLD .md a ajuns la  aproxmativ 38 800 de înregistrări

## Nume de domenii de nivel al doilea
Regulamentele oficiale enumeră o serie de nume de domenii de nivel doi pentru utilizarea oficială a statului și a administrației locale, precum și o listă de nume de domenii generice de nivel secundar:
| .com.md  | Entități comerciale                                          |
| .srl.md  | Societăți cu răspundere limitată                             |
| .net.md  | Societate pe acțiunii                                        |
| .org.md  | Alte organizații, inclusiv ONG-uri și organizații non-profit |
| .acad.md | Instituții academice și de învățământ                        |

### Istorie
- Domeniul .md a fost introdus oficial în anul 1994.
- Este utilizat în special de companii, organizații și persoane fizice din Republica Moldova.
- În anii 2000, extensia a început să fie folosită și în afara țării, datorită coincidenței cu abrevierea medicală MD (Doctor of Medicine), fiind înregistrate domenii de către clinici, spitale sau medici.

### Administrare
- Autoritatea de administrare: MoldData (Chișinău).
- Înregistrările se fac prin registratori acreditați.
- Domeniul este deschis pentru înregistrare internațională, neexistând restricții stricte.

### Utilizare
- Principalul scop: identificarea site-urilor din Republica Moldova.
- Utilizări alternative: branding pentru domeniul medical, datorită terminației „MD” (Medical Doctor).
- Exemple: site-uri ale instituțiilor guvernamentale, companii private, spitale și clinici.

### Reguli de înregistrare
- Oricine poate înregistra un domeniu .md, indiferent de naționalitate sau locație.
- Domeniile pot fi înregistrate pe perioade între 1 și 10 ani.
- Există și domenii de nivel secundar rezervate (de ex. .gov.md pentru instituțiile guvernamentale).

### Exemple
- gov.md – portalul oficial al Guvernului Republicii Moldova.
- presedinte.md – site-ul Președinției Republicii Moldova.
- Diverse spitale și clinici internaționale folosesc extensia pentru branding medical.